# Regresja hipnotyczna
Regresja hipnotyczna – jedna z metod terapeutycznych. Polega na wprowadzeniu człowieka w stan hipnozy i powolnym cofaniu się pamięcią do czasu, kiedy zaistniało traumatyczne wydarzenie (proces zwany ogólnie w psychologii regresją). Regresja polega zatem na naprawianiu pamięciowego śladu.
Przeżycia, których doświadczyliśmy w przeszłości stanowią swego rodzaju blokadę, która ma wpływ na całe życie człowieka. Regresja jest metodą usunięcia tej blokady. Umożliwia ona zmianę uwarunkowań zakodowanych w podświadomości i podobno stwarza możliwości otwarcia się na nowe postrzeganie świata i rzeczywistości.